# Brandon Butler
Brandon Butler (* 11. September 1996 in Frankfort, Illinois) ist ein US-amerikanischer Schauspieler.

## Leben und Karriere
Brandon Butler wurde im September 1996 in Frankfort im US-Bundesstaat Illinois geboren.
Bekannt wurde er durch die Rolle des Scott Reed in der Netflixserie Tote Mädchen lügen nicht. In dieser hatte Butler in der zweiten Staffel eine tragende Rolle und kehrte für einen Gastauftritt in der vierten Staffel zurück. 2019 folgte seine bisher größte Rolle in der Serie Diebische Elstern. Dort verkörperte er über zwei Staffeln hinweg die Rolle des Brady Finch.

## Filmografie (Auswahl)
- 2016: General Hospital (Fernsehserie, 1 Episode)
- 2018–2020: Tote Mädchen lügen nicht (13 Reasons Why, Fernsehserie, 13 Episoden)
- 2019: Ring of Silence (Fernsehfilm)
- 2019–2020: Diebische Elstern (Trinkets, Fernsehserie, 19 Episoden)